# Ara erythrocephala
Ara erythrocephala foi uma espécie de papagaio da família Psittacidae.
Foi endémica da Jamaica.